# Diébédo Francis Kéré
Diébédo Francis Kéré (* 10. dubna 1965 Gando) je architekt z Burkiny Faso. V roce 2022 obdržel Pritzkerovu cenu.

## Život
Diébédo Francis Kéré žije od roku 1985 v Berlíně, kde studoval architekturu na Technické univerzitě v Berlíně, kterou absolvoval roku 2004.
V roce 2005 založil architektonickou kancelář s názvem Kéré Architecture. Jednou z jeho prvních realizovaných staveb byla základní škola v jeho rodné vesnici. Keré působí v chudých zemích na africkém kontinentě, jeho návrhy tak vycházejí z respektování lokálního nedostatku. Usiluje o vytvoření architektonické kvality i v těchto podmínkách, za použití místně dostupných prostředků. Důležitým prvkem jeho práce je rovněž sociální rozměr, kdy navrhuje chybějící základní infrastrukturu a podporuje tak vznik a rozvoj komunit.
V roce 2022 se stal laureátem Pritzkerovy ceny, jako vůbec první architekt původem z afrického kontinentu.
Kéré rovněž během své kariéry působí jako pedagog.

## Ocenění
- Cena Agy Khana za architekturu, 2004
- Holcim Award, 2012
- Pritzkerova cena, 2022